# Лук'яно Дардері
Лук'яно Дардері (італ. Luciano Tadeo Darderi; 14 лютого 2002) — італійський тенісист аргентинського походження.

## Фінали туру ATP

### Одиночний розряд: 4 (4 титули)
| Легенда                      |
| ---------------------------- |
| Турніри Великого шлему (0–0) |
| Тур ATP Мастерс 1000 (0–0)   |
| Тур ATP 500 (0–0)            |
| Тур ATP 250 (4–0)            |

| Фінали за покриттям |
| ------------------- |
| Тверде (0–0)        |
| Ґрунт (4–0)         |
| Трава (0–0)         |

| Фінали за умовами |
| ----------------- |
| Під небом (4–0)   |
| У залі (0–0)      |

| Результат | В-П | Дата     | Турнір                                          | Tier    | Покриття    | Опонент         | Рахунок            |
| --------- | --- | -------- | ----------------------------------------------- | ------- | ----------- | --------------- | ------------------ |
| Перемога  | 1–0 | Лют 2024 | Córdoba Open, Аргентина                         | ATP 250 | Ґрунт       | Факундо Баньїс  | 6–1, 6–4           |
| Перемога  | 2–0 | Кві 2025 | Grand Prix Hassan II, Марокко                   | ATP 250 | Ґрунт       | Таллон Ґрікспор | 7–6(7–3), 7–6(7–4) |
| Перемога  | 3–0 | Лип 2025 | Swedish Open, Швеція                            | ATP 250 | Ґрунт (red) | Єспер де Йонґ   | 6–4, 3–6, 6–3      |
| Перемога  | 4–0 | Лип 2025 | Відкритий чемпіонат Хорватії з тенісу, Хорватія | ATP 250 | Ґрунт (red) | Карлос Табернер | 6–3, 6–3           |